# السلام (نخل)
السلام إحدى قرى مركز نخل التابع لمحافظة شمال سيناء بجمهورية مصر العربية.